# Boris Galčev
Boris Petrov Galčev (in bulgaro Борис Петров Галчев?; traslitterazione anglosassone: Boris Galchev; Razlog, 31 ottobre 1983) è un ex calciatore bulgaro, di ruolo centrocampista.

## Palmarès

### Club

#### Competizioni nazionali
- Coppa di Bulgaria: 2

CSKA Sofia: 2010-2011, 2015-2016
- Supercoppa di Bulgaria: 1

CSKA Sofia: 2011